# Penny Lane
Pour les articles homonymes, voir Penny Lane (homonymie).
Singles de The Beatles
Eleanor Rigby/Yellow Submarine
(1966) All You Need Is Love/Baby You're a Rich Man
(1967)
Pistes de Magical Mystery Tour
Strawberry Fields Forever Baby You're a Rich Man
Penny Lane est une chanson des Beatles, écrite par Paul McCartney mais créditée à Lennon/McCartney. Enregistrée entre décembre 1966 et janvier 1967, c’est la deuxième chanson — après Strawberry Fields Forever — que les Beatles enregistrent pour leur prochain album, qui ne porte pas encore de nom mais qui deviendra Sgt. Pepper’s Lonely Hearts Club Band. Toutefois, les deux titres n’y figureront pas, ayant été précédemment publiés ensemble en 45 tours « double face A » ; leur manager Brian Epstein voulait en effet maintenir la popularité du groupe après une inhabituelle période de six mois sans publication inédite. Le single sort ainsi le 13 février 1967 aux États-Unis et le 17 février au Royaume-Uni. Au mois de novembre 1967, Penny Lane est à nouveau publiée sur la version américaine de l’album Magical Mystery Tour.
Penny Lane et Strawberry Fields traitent de la nostalgie de leurs enfances à Liverpool. Le 18 mars 1967, le disque est numéro un des ventes aux États-Unis, mais — et c’est une première depuis quatre ans — n’atteint que la seconde place des hit-parades britanniques.

## Contexte
Le 24 novembre 1966, les Beatles font leur retour dans les locaux des studios EMI pour commencer à enregistrer leurs nouvelles chansons. Ils n'ont plus rien enregistré depuis le 21 juin et la mise en boîte de She Said She Said pour l'album Revolver. Entre-temps, ils ont effectué une tournée mondiale au terme de laquelle ils ont décidé que ce serait la dernière. Ensuite, ils sont partis en vacances, ou ont travaillé sur des projets personnels.
Cette décision d'arrêter définitivement les concerts a deux conséquences importantes sur les futures productions des Beatles et leur façon de travailler. D'abord, ils n'ont plus à se plier aux contraintes horaires des tournées pour composer et enregistrer, et peuvent ainsi y consacrer tout le temps qu'ils désirent. Ensuite, ils peuvent créer tous types de sons étant donné qu'ils n'auront plus à jouer leurs chansons sur scène, ce qu'explique John Lennon à George Martin : « Si nous ne tournons plus, nous pouvons enregistrer de la musique que nous n'aurons pas à interpréter en public, et cela veut dire que nous pouvons créer quelque chose qui n'a jamais encore été entendu, un nouveau genre de disque avec de nouveaux types de sons. »
C'est dans cet esprit qu'est lancé le projet d'album qui n'a pas encore de nom mais qui deviendra Sgt. Pepper's Lonely Hearts Club Band. Les « années studio » des Beatles et le projet Pepper commencent donc un jeudi, dans le studio 2 du complexe EMI, avec l'enregistrement de Strawberry Fields Forever de John Lennon qui est destinée à figurer sur l'album. 
Les deux auteurs principaux du groupe se sont-ils concertés pour évoquer tous deux leur ville natale de Liverpool, trois ans après l'avoir quittée pour Londres et n'y avoir quasiment pas remis les pieds. Il est clair que ce thème nostalgique arrive à point nommé à ce stade de leurs vies et de leurs carrières. En comparant sa composition au Strawberry Fields de John Lennon, Paul McCartney explique : « Penny Lane était un peu surréaliste aussi, bien que d'une manière plus limpide. Je me rappelle avoir dit à George Martin « Je veux un enregistrement limpide », c'était mon époque sons limpides, peut-être étais-je influencé par les Beach Boys à ce moment-là. »

## Composition
Si John Lennon évoque Strawberry Fields, le parc d'un orphelinat de son quartier où il allait jouer enfant, Paul McCartney se concentre pour sa part sur Penny Lane qui n'est pas seulement une rue, mais aussi un quartier de Liverpool où son partenaire vécut d'ailleurs avec ses parents jusqu'à l'âge de quatre ans. John Lennon fut ainsi le seul Beatle à y avoir vraiment habité. Même s'il a été le premier à essayer d'en parler dans In My Life, c'est finalement Paul McCartney qui a su en faire une chanson. Penny Lane dépeint ce qui s'apparente à une scène d'enfance, empreinte de nostalgie et de bonheur. « Deux chansons sur Liverpool ! Ça a toujours été une bonne chose pour nous, on était ensemble depuis si longtemps qu'on pouvait se permettre ça : Strawberry Fields et Penny Lane ouah ! On avait passé nombre de nos années de formation à arpenter ces deux endroits. Penny Lane, c'était le dépôt où je devais changer de bus pour aller depuis chez moi jusqu'à chez John et chez beaucoup de mes amis. C'était un grand terminal d'autobus qu'on connaissait tous très bien. J'ai chanté dans le chœur de l'église St Barnabas, juste en face » raconte Paul. 
La chanson est construite comme une visite guidée autour de Penny Lane, mettant en scène plusieurs personnages. Celle-ci commence avec un coiffeur qui montre les photos des têtes qu'il a connues, les passants s'arrêtant pour dire bonjour. Au coin de la rue, on peut trouver un banquier avec une moto, qui, fait étrange, ne porte jamais d'imperméable sous la pluie. Plus loin, un pompier avec une photo de la reine dans sa poche nettoie son camion, et derrière l'abri, au milieu du rond-point, une jolie infirmière vend des coquelicots. La visite s'achève avec le coiffeur qui s'occupe d'un autre client, le banquier qui lui aussi attend pour une coupe, et le pompier qui se précipite à son tour dans le salon, sous la pluie battante.
Il y a une part de vérité et une autre d'enjolivements dans la chanson. Ainsi, dans Penny Lane, il y avait effectivement un salon de coiffure, deux banques, et une caserne de pompiers. L'abri et le rond-point sont également vrais. Les personnages de la chanson, comme le banquier et le pompier, n'ont en revanche jamais existé.
« Le Fireman with an hourglass (pompier avec un sablier) et toutes les autres images, c'était notre art. Les paroles étaient toutes inspirées par des choses vraies. Il y avait un coiffeur qui avait un nom comme Bioletti et qui, comme tous les coiffeurs, avait des photos de coupes de cheveux parmi lesquelles on pouvait choisir. Mais au lieu de dire Le coiffeur avec des photos de coupes de cheveux dans sa vitrine, on a préféré Toutes les têtes qu'il a eu le plaisir de connaitre », détaille l'auteur de la chanson. « Je déformais tout ça pour trouver un angle un peu plus artistique, comme s'il s'agissait d'une pièce de théâtre. Comme l'infirmière qui vend des coquelicots sur un plateau le jour de l'Armistice. Et puis Elle a l'impression d'être dans une pièce de théâtre, ce qui est le cas de toute façon. C'était toutes ces idées planantes qu'on essayait d'intégrer. »
John Lennon a contribué aux paroles, en glissant aussi un jeu de mots salace dans son texte : « Four of fish and finger pies », soit littéralement, « quatre pence de fish and chips et des tartes aux doigts ». « La plupart des gens n'ont pas compris, mais finger pie est un gentil petit clin d'œil aux gars de Liverpool qui ne crachent pas sur un brin de grivoiserie. » Comprendre en effet « doigt fourré » !

## Enregistrement
À peine bouclés les enregistrements de Strawberry Fields Forever et de When I'm Sixty Four, une nouvelle façon de procéder préside à la mise en boîte de Penny Lane. La chanson va en effet être enregistrée couche par couche, en partant d'une piste de piano jouée par Paul McCartney le 29 décembre 1966 dans le studio 2 d'Abbey Road.
L'enregistrement débute aux studios Abbey Road les 29 décembre et 30 décembre 1966, et se termine le 6 janvier 1967. Le morceau comporte notamment des flûtes, un hautbois, un cor, une contrebasse et surtout un célèbre solo de trompette piccolo joué par le musicien classique britannique David Mason.
Un clip, réalisé par Peter Goldmann, est par ailleurs tourné les 5 et 7 février 1967. Il est diffusé dans l'émission de télévision américaine Hollywood Palace le 25 février de la même année. On le retrouve aujourd'hui sur le DVD qui est inclus dans la réédition augmentée de l'album 1 et sur 1+ publiées en 2015.

## Parution et réception
Les chansons Penny Lane et Strawberry Fields Forever font partie des sessions d'enregistrement de l'album Sgt. Pepper's Lonely Hearts Club Band qu'elles ont eu en fait l'infortune de débuter, ce qui explique qu'elles ne sont pas présentes sur le disque, sorti le 1er juin 1967. 
Tandis que les Beatles poursuivent le travail de conception et de réalisation de leur 8e album, leur manager Brian Epstein presse George Martin de lui livrer des chansons en vue d'occuper le terrain, c'est-à-dire de publier un 45 tours pour l'hiver. Le producteur s'exécute à contrecœur avec ces deux titres qui sont les plus avancés, les plus aboutis. Le single sort donc (en double face A) en février 1967. « Une épouvantable erreur », dira George Martin avec du recul. 
Par ailleurs, à cause du comptage particulier provoqué par l'absence de hiérarchie entre les deux chansons, aucune d'elle n'atteint la tête du hit-parade britannique, et c'est une première depuis 1963 et 12 singles « numéro 1 » consécutifs pour les Beatles. A posteriori, George Martin aurait préféré coupler un des deux titres à When I'm Sixty Four, également enregistrée fin 1966, estimant qu'ainsi, ils auraient pu atteindre la première place. L'histoire retient que c'est Release Me d'Engelbert Humperdinck qui devance Penny Lane et Strawberry Fields dans les charts en février et mars 1967. Le groupe en ressent finalement un grand soulagement, se trouvant pour cette occasion débarrassé d'une pesante obligation.
Publiée en single, cette chanson est rajoutée sur la face B de la version américaine de l'album Magical Mystery Tour. Ce 33-tours sera officialisé dans la discographie du groupe à partir de 1976. La pièce se retrouve aussi sur le disque compilation des plus grands succès The Beatles 1967-1970, sorti en 1973. La version stéréo américaine n'était pas la même que la version britannique, mais elle a été artificiellement créée à partir de la version mono. Une version qui combine la version stéréo officielle et une finale jouée par un piccolo tirée d'un single promotionnel distribué aux stations de radio américaines et canadiennes sera publié sur la version nord-américaine de l'album Rarities en 1980. En 1995, la prise 9 se retrouve sur Anthology 2 et comprend, dans la partie instrumentale à 1:05, un arrangement de cuivres modifié et une finale incluant le solo de piccolo et une improvisation psychédélique et humoristique. Finalement, sur l'album Love, paru en 2006, on entend un court extrait d'une mélodie de trompettes, à 2:56, pendant la finale de la chanson Strawberry Fields Forever.
Pour Roger McGough (en), poète Liverpuldien, le duo Strawberry Fields Forever / Penny Lane revêt une importance particulière dans l'histoire de la musique rock dans la mesure où, pour une fois, il n'est pas question de lieux mythiques comme Memphis ou la Route 66. Pour McGough, « Liverpool n'avait pas de mythologie jusqu'à ce que les Beatles en créent une ». L'endroit où se trouvait Strawberry Field, tout comme Penny Lane, sont ainsi des lieux de visite privilégiés par les fans.

### Publication en France
La chanson arrive en France en février 1967 sur la face B d'un 45 tours EP (« super 45 tours »), accompagnée  de I'm Only Sleeping ; sur la face A figurent Strawberry Fields Forever et And Your Bird Can Sing. La pochette est illustrée d'un autre cliché de la séance photo qui remplaçait la « Butcher Cover » de l'album Yesterday and Today.

### Modifications du quartier
La chanson a eu quelques conséquences sur le quartier qui porte son nom, le rendant tout d'abord mondialement célèbre. Penny Lane est ainsi devenu un lieu de visite incontournable pour les fans du groupe. Les plaques de la rue ont été régulièrement volées ; il a donc fallu les placer de plus en plus haut et les fixer plus solidement. L'abri sur le rond-point a été transformé en bar, le Sgt Pepper's Bistro, et les paroles de la chanson sont inscrites sur la façade du Penny Lane Wine Bar.

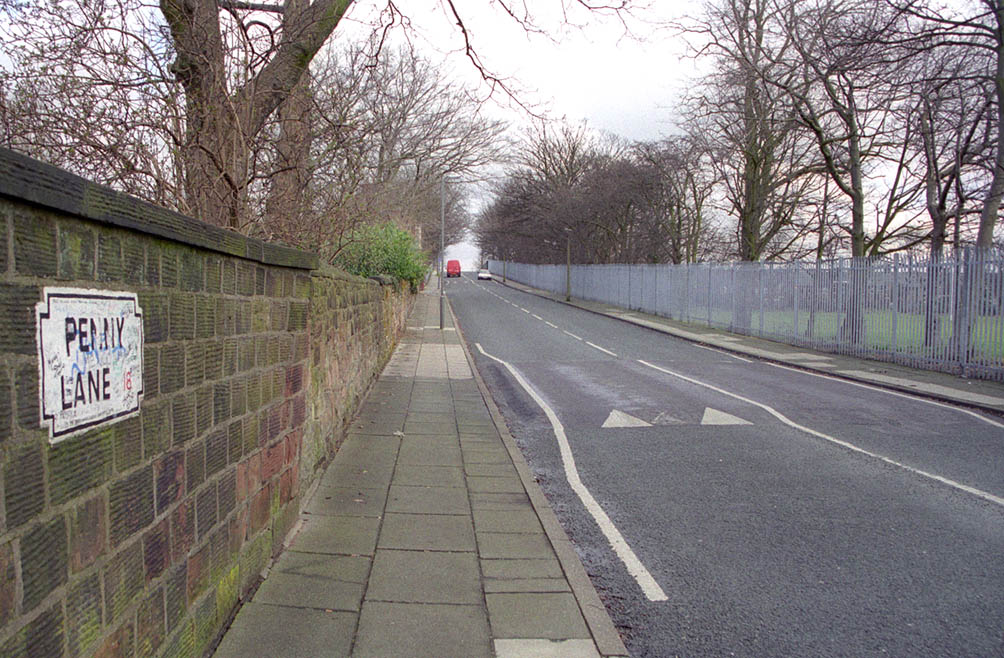
Vue sur Penny Lane.
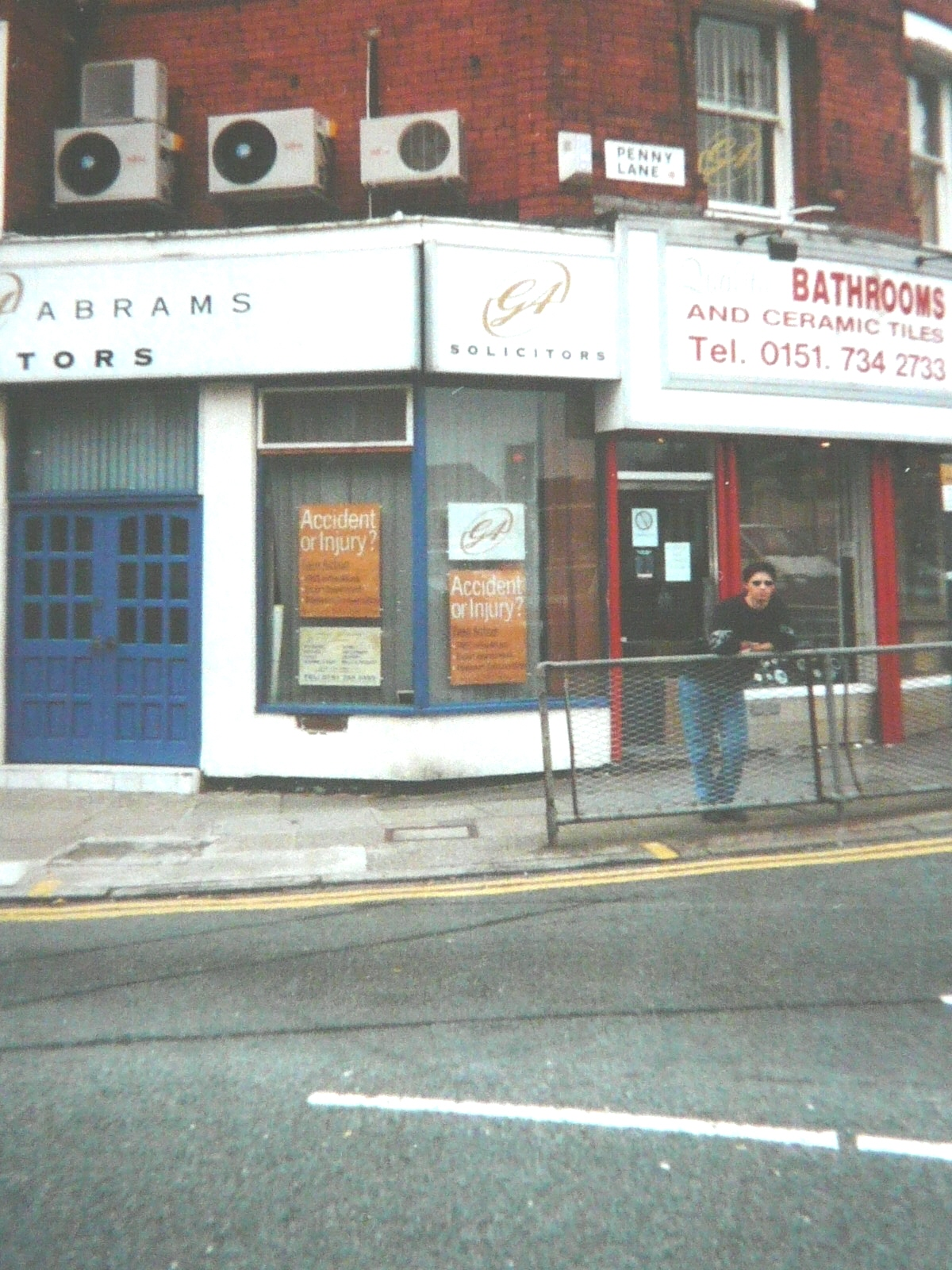
Intersection de Penny Lane.
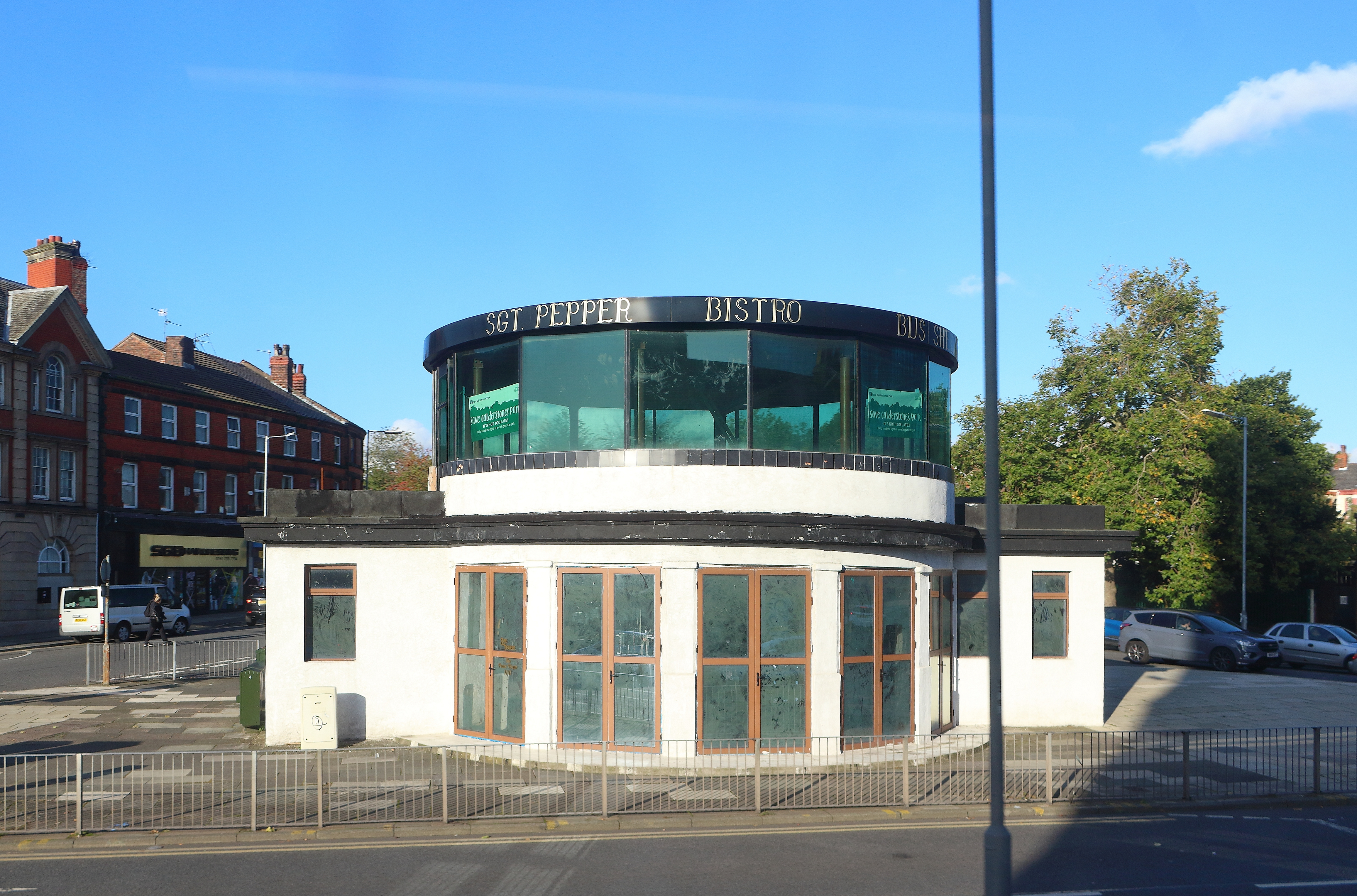
Le Sgt Pepper's Bistro.

### Reprises
Penny Lane a été reprise notamment par Paul Mauriat (Blooming Hits, 1968), Kenny Rankin (en) (Silver Morning, 1974), Judy Collins (Sings Lennon and McCartney (en), 2007) ou encore Laurent Voulzy pour sa nouvelle version de Rockollection en 2008.

### Culture populaire
Penny Lane est le nom du personnage joué par l'actrice Jane Birkin dans le film Wonderwall tourné en 1968.
C'est également le nom du personnage joué par Kate Hudson dans le film Presque célèbre (Almost Famous), de Cameron Crowe sorti en 2000.